# Olallo Morales Wilskman
Olallo Juan Magnus Morales Wilskman, músico nacido en Almería (España) y nacionalizado sueco.

## Biografía
Hijo de Zelma Wilksman (1850-1943), oriunda de Suecia, y de Olallo Morales Lupión (Berja, 1852-1889) que fue un diplomático, astrónomo, de ideas liberales y amigo de Nicolás Salmerón, que trabajó para la construcción del ferrocarril Linares-Almería y construyó el Ingenio. Por tanto, procedía de una familia de la alta burguesía almeriense relacionada con las minas de plomo y con la política. Su abuelo había sido Olallo Morales Sierra (alcalde de la ciudad de Almería en 1866).
Olallo Morales nació en Almería el 15 de octubre de 1874. A la muerte de su padre y aunque su madre, Zelma, intentó dar clases de piano para sobrevivir, dada la difícil situación económica en la que se encontraban, la familia se trasladó definitivamente a Suecia en 1890. Olallo realizó sus primeros estudios en Gotemburgo, donde vivían en casa de sus abuelos maternos. Esta ruptura con sus orígenes - Olallo tenía 16 años al marchar - fue determinante en su trayectoria musical que cultiva la añoranza de los temas andaluces.  

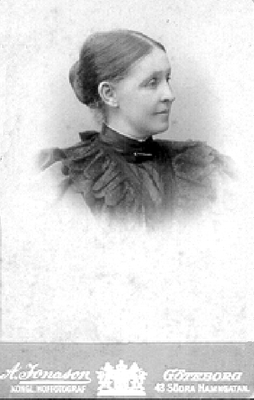
Zelma Wilskman, a su llegada a Suecia en 1890.

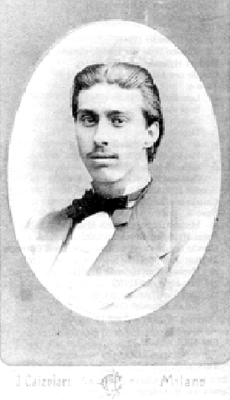
Olallo Morales Lupión.

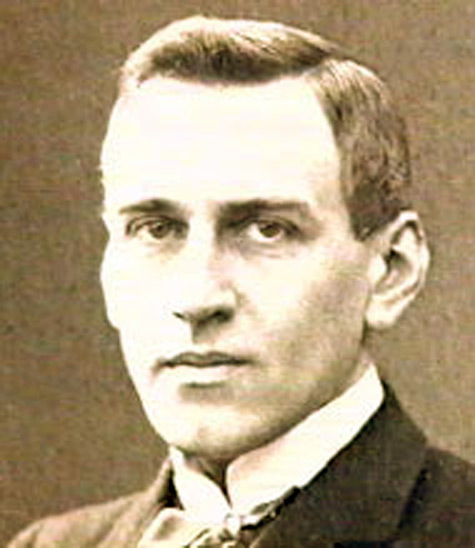
Wilhelm Stenhammar.

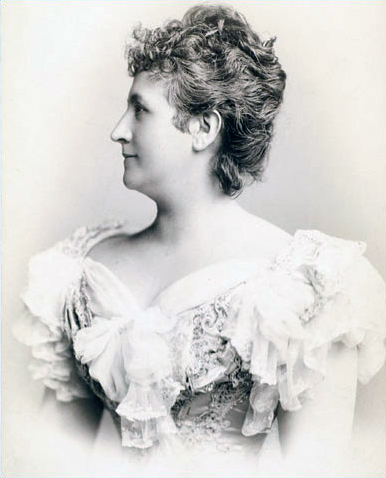
Teresa Carreño.

Estudió en el Conservatorio de la ciudad de Estocolmo entre los años 1891 y 1899, siendo alumno de Wilhelm Stenhammar. Pensionado por el Estado sueco continúa sus estudios en Berlín con la pianista venezolana Teresa Carreño, el alemán Hans Pfizner (dirección de orquesta) y composición con Heinrich Urban, hasta 1907. Tras terminar sus estudios vuelve a Gotemburgo, siendo director de su Orquesta Sinfónica durante cuatro años (1905-1909). Durante diecisiete años sería crítico en varios periódicos y director de orquesta. Entre 1917 y 1939 fue profesor de dirección de orquesta del Conservatorio de Estocolmo, y Secretario de la Academia Sueca de Música desde 1918 hasta 1940, año de su jubilación. Fundó la Sociedad Española de Estocolmo. Informó a la Academia sueca para la concesión del Premio Nobel a Jacinto Benavente, traduciendo al sueco “La Malquerida”, obra del escritor español. Fue amigo de Manuel de Falla para el que preparó un viaje a Suecia que no llegaría a realizarse. Se casó con la soprano sueca Clary Asplund. 

”Ni que decir tiene que en Suecia se le considera un músico sueco. Sin embargo, su producción guarda una curiosa proporción de romanticismo escandinavo mezclada con un españolismo de nacionalismo colorista y claro matiz andaluz.” Tomás Marco

Entre sus discípulos podemos encontrar a los músicos suecos Lars-Erik Larsson (1908-1986), clases de dirección de orquesta entre los años 1925 y 1929, y Dag Virén (1905-1986), dirección de orquesta entre 1926 y 1931.
Falleció en la ciudad sueca de Tälberg el 29 de abril de 1957.

## Composiciones
- Fandango o Petit Morceau (1890)
- Suite (1894)
- Verano antiguo, para orquesta (1898)
- 6 Pequeñas piezas, para piano
- Fantasía op. 6, para piano
- Sinfonía en sol menor (1901)
- Tva fantasier för piano op. 15 (1924)
- Las pantuflas de Abú Casem, obertura (1926)
- Concierto para violín y orquesta en re menor (1943)
- Las bodas de Camacho, ballet y suite (1944)
- Obertura pastoral (1948)
- Sonata para piano, en re bemol mayor op. 7 (1902)
- Nostalgia, para piano (1920)
- Balada andaluza, para piano (1946)
- Música para “Bodas de sangre”, de García Lorca
- Obertura “Primavera”
- Balada para orquesta
- Andante lúgubre, para orquesta
- Cuarteto para cuerdas en re mayor
- Marina, para piano
- Otras obras (Música de cámara, música coral, canciones –en español, sueco y francés-, etc.)

## Escritos literarios
- Historia de la Real Academia Sueca de Música (1921), junto con J. Nordind, que sería ampliada en 1932

## Discografía
- Olallo Morales. Obras para piano. Pianista: Javier Perianes. DS-0137 ALMAVIVA. 1. Seis pequeñas piezas 2. Fantasía (Op. 6) 3. Suite (Op. 1) 4. Sonata en re bemol mayor (Op. 7) 5. Balada Andaluza
- Bengt Forsberg, piano. Solitaries ACCD-1014 (Solo compositores suecos, entre ellos Olallo Morales)[8]

## Enlaces relacionados
- Mapa de Almería calle dedicada en Almería
- Mapa del Alquián calle dedicada en El Alquián, Almería